# 对山乡
对山乡，是中华人民共和国湖南省湘西土家族苗族自治州永顺县下辖的一个乡镇级行政单位。

## 行政区划
对山乡下辖以下地区：
对山村、福地村、联合村、托家他布村、青龙村、宝石村和新龙村。